# Holochroa varia
Holochroa varia är en fjärilsart som beskrevs av Frederick H. Rindge 1961. Holochroa varia ingår i släktet Holochroa och familjen mätare. Inga underarter finns listade i Catalogue of Life.